# Oulad Hamdane (kommun)
Oulad Hamdane (franska: Oulad Hamdane (CR), Oulad Hamdane (Commune Rurale), arabiska: مكرس) är en kommun i Marocko.   Den ligger i provinsen El Jadida och regionen Casablanca-Settat, i den norra delen av landet, 160 km sydväst om huvudstaden Rabat. Antalet invånare är 15 205.